# Historia de Ibahernando

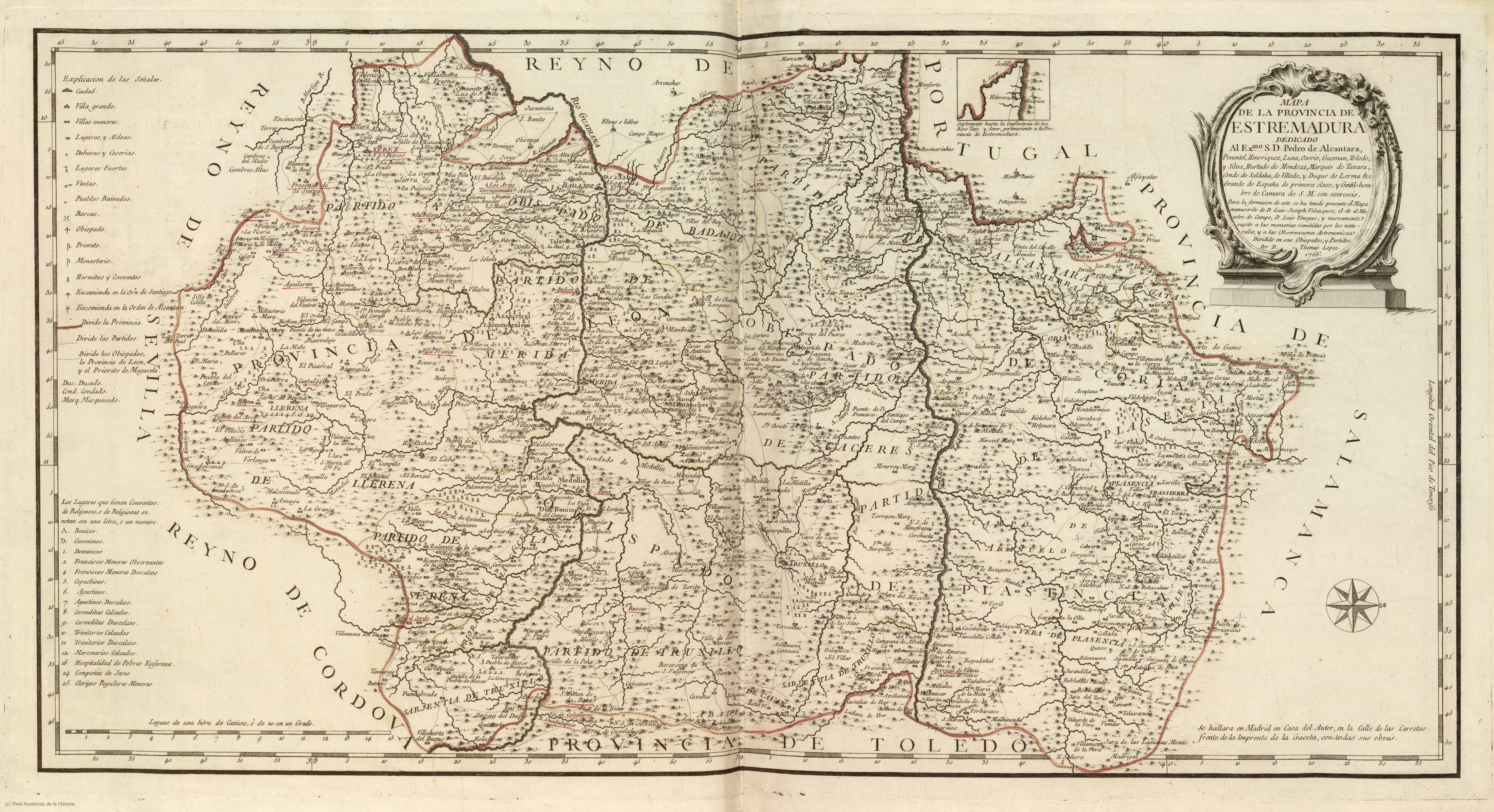
Mapa de la Provincia de Estremadura [sic] de 1766 donde aparece Ibafernando.

La historia de Ibahernando, un municipio de España en la provincia de Cáceres, comunidad autónoma de Extremadura, comienza en la Baja Edad Media como lugar dependiente de la Tierra de Trujillo, aunque hay indicios de que el territorio estuvo ocupado desde el Bronce Final, hace unos 2800 años.

## La romanización
A falta de nuevos datos arqueológicos, nada se sabe de la posible existencia de restos prerromanos dentro de la llamada cultura castreña, cabiendo hablar más bien de la profunda romanización del territorio y su gente, los vetones, en torno a la fundación de dos ciudades estratégicas: la Colonia Iulia Augusta Emerita y Turgalium, la actual Trujillo. Para su estudio, se cuenta al menos desde finales del siglo XIX con la inestimable ayuda de uno de los cuatro catálogos epigráficos más numerosos y ricos de la provincia, siendo la población que más inscripciones romanas ha aportado hasta el momento a los fondos del Museo de Cáceres.
Destaca también el enorme contrapeso cilíndrico de un lagar oleario tardorromano ubicado en la dehesa de Magasquilla y similar a los encontrados en «los Cotos» (Puerto de Santa Cruz) o Santa Cruz de la Sierra, lo que confirmaría que este tipo de explotaciones se concentraban —igual que hoy— en torno a los cerros de estas localidades. La mayoría fueron abandonadas durante la invasión musulmana, para ser posteriormente ocupadas por nuevos colonos procedentes de los reinos castellano y leonés, quienes levantarán en sus proximidades pequeñas ermitas bajo la advocación de diferentes vírgenes y santos del culto cristiano.
Tan elevado número de restos arqueológicos y, sobre todo, epigráficos romanos, permite hablar de una importante base demográfica que se mantendrá estable hasta bien entrada la Alta Edad Media.

## Alta y Baja Edad Media

Mapa de la comunidad de villa y tierra de Trujillo. Sus fronteras vendrían marcadas por los ríos Almonte, Guadiana y Tamuja, y la Sierra de Altamira; entre la Tierra de Plasencia al Norte y la de Medellín en el extremo sur.

En este contexto, resulta especialmente interesante la aparición de finales del siglo V a principios del VIII de una nueva serie de hallazgos (esta vez en forma de restos cristianos primitivos) en toda el área próxima a Ibahernando, cuyo elemento más destacado será la basílica altomedieval de Magasquilla de los Donaire, consagrada por Oroncio hacia los primeros días de abril del 635 (673 de la Era Hispánica).
La posterior llegada de poblaciones musulmanas a la zona parece que no tuvo un significado especialmente negativo para este conjunto de parroquias rurales, debiéndose hablar más bien de un progresivo aislamiento de los territorios ocupados y que hasta entonces habían venido disfrutando de una relativa unidad eclesiástica.
Pero es tras la conquista de Trujillo el 25 de enero de 1233 por las tropas cristianas de Fernando III de Castilla cuando se va configurando el doble desarrollo de una nutrida clase trabajadora, dedicada en su mayor parte al cultivo de unas tierras que no le pertenecen, así como de unas pocas familias aristocráticas, verdaderos señores feudales que, como parecen señalar las fuentes documentales de los siglos XVIII al XX, han llegado prácticamente hasta nuestros días, y cuya difícil coexistencia pacífica jugará un decisivo papel en la generación de no pocos enfrentamientos político-sociales a lo largo de su historia.
Ya en 1485, la Tierra de Trujillo abarca una considerable extensión de 10 leguas de ancho por 16 de largo (3578,96 km²); es decir, todo el territorio comprendido desde el río Almonte hasta el Guadiana de norte a sur, y desde el Ibor y Ruecas hasta el Tamuja de este a oeste; entre la Tierra de Plasencia al norte y la de Medellín en el extremo sur.
De un total de treinta, se incluyen en ella los actuales municipios de Garciaz, El Campo, Berzocana, Madrigalejo, Navalvillar de Pela, Cañamero, Logrosán, Ruanes, el propio Ibahernando…; desconociéndose por ahora más detalles sobre el asunto.
En cuanto al «rollo» o picota, cabe decir que de su primitiva localización en la ladera del denominado Cerro de los Guindos —junto al camino real de Ibahernando a Trujillo— fue llevado a un rincón de la plaza mayor (actual plaza del Obispo Dr. Jarrín) a comienzos del pasado siglo, de donde será arrancado en la Segunda República.

## Siglos XVI al XIX

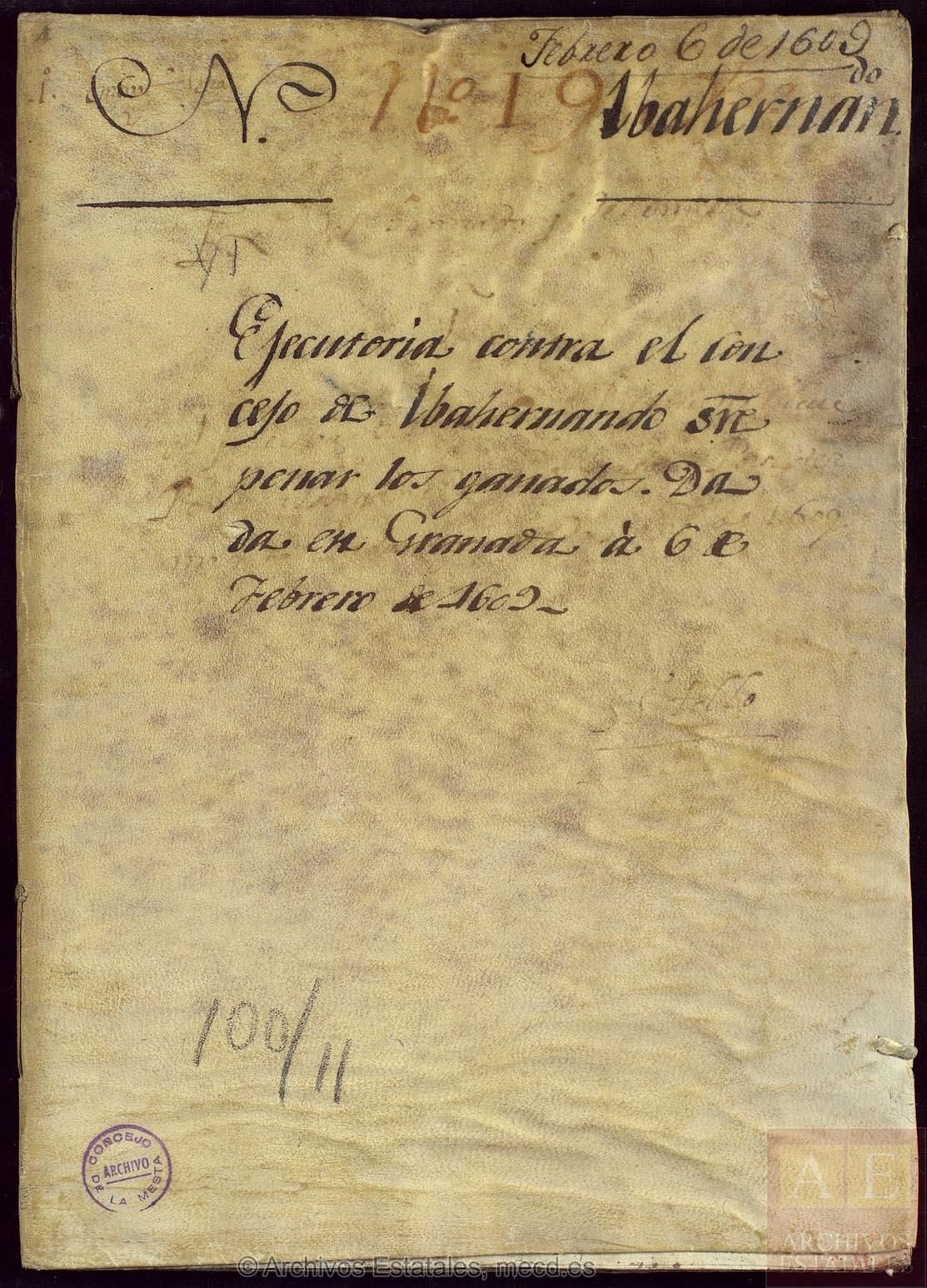
Real Provisión de Felipe III dirigida al Concejo de Ibahernando por llevar de cada manada de ganado que pasa por sus términos veinte maravedíes por el día y por la noche el doble. Archivo Histórico Nacional. DIVERSOS-MESTA, 100, N. 11.

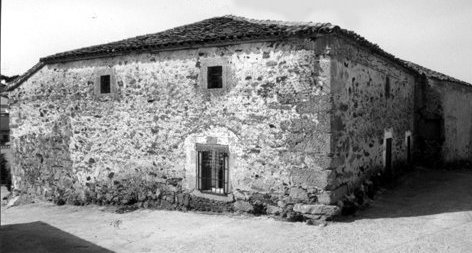
Antiguo pósito.

Entre aquellos que embarcaron con destino a «las Indias», aparecen por estos años los viveños Gómez Sedeño, hijo de Juan de Segovia y de Leonor de Solís (1527); Diego de Orellana, hijo de Gómez Sedeño y de Jimena de Vargas (1527); Gómez Hernández de Solís, hijo de Gómez Sedeño y de Jimena de Vargas (1527); Francisco Rodríguez, hijo de Juan Rodríguez y de Constanza Hernández, marido de María Sánchez (1528); Fabián Rodríguez, hijo de Alvar García (1538. A Florida); Salvador Sánchez, natural de Ibahernando, hijo de Diego Hernández e Inés Sánchez (1598. A Perú); y Alonso Rodríguez, hijo de Alonso Rodríguez e Isabel Sánchez, criado de Juan de Ochoa, portero de la Real Audiencia de Lima (1618. A Perú).
En 1528 y hasta la definitiva división territorial de Extremadura de 1833, se crea la provincia de Trujillo, con una población inicial de 48 789 vecinos (unos 195 000 habitantes), lo que supone el 6,75% de toda la Corona de Castilla. En 1594, son ya 80 426 vecinos, algo más de cuatrocientos mil habitantes.
En el Censo de Pecheros de Carlos I, figura Yba Hernando con 154 vecinos. La suma de la información duró ocho años y los datos recogidos se refieren a las cantidades pagadas entre 1527 y 1528.
También en 1631, esta vez en el llamado Censo de la Sal de Felipe IV, aparece Yvahernando. Tiene ahora 140 vecinos que consumen 72 fanegas de sal al año y poseen 1,5 hatos de ovejas y cabras.
A la caída del Antiguo Régimen, la localidad se convierte en municipio constitucional de la región de Extremadura. Desde 1834, queda integrada en el partido judicial de Trujillo.
En el Censo de la matrícula catastral de 1842, cuenta con 220 hogares y 1205 habitantes de derecho.
A mediados del XIX, el Diccionario geográfico-estadístico-histórico de España y sus posesiones de Ultramar de Pascual Madoz recoge esta breve referencia al pueblo:

IBAHERNANDO: SIT. á la falda N. de la cord. que sale de la sierra de las Atalayas, 1/2 leg. á la der. del camino de Madrid á Badajoz, es de CLIMA templado; reina el viento O. y se padecen tercianas. Tiene 189 CASAS malísimas, la de ayunt., cárcel y un palacio perteneciente al Sr. Carbajal, una escuela de primeras letras á la que asisten 60 niños de ambos sexos, y una igl. parr. dedicada á la Degollación de San Juan Bautista, aneja á la parr. de San Martín de Trujillo, y servida por un teniente de fija residencia; una fuente para uso del vecindario y otra ferruginosa en las inmediaciones.

PROD.: trigo, centeno, avena, garbanzos y aceite; se mantiene ganado lanar, vacuno y cerda, siendo más preferido el primero. POBL.: 220 vec., 1205 alm.

Acaba el siglo con un significativo incremento de quinientos habitantes respecto a 1857: 

IBAHERNANDO. L. con Ayunt. de 1414 hab., sit. á 16,6 kilóm. de Trujillo y 44 de la estación de Cáceres. La agricultura y la ganadería constituyen su principal riqueza.

Cáceres (partido judicial de Trujillo). Anuario del Comercio, de la Industria, de la Magistratura y de la Administración. 1897. Pág. 1140.

### Cementerio civil
Una Real Orden de 18 de mayo de 1897 dicta que todos los municipios con más de seiscientos habitantes o cabezas de partido judicial deberán contar con un espacio dedicado a aquellas personas que, en lo sucesivo, tomen la decisión de no ser enterradas en recintos católicos.
Ya el Ritual Romano de Pablo V excluía de los mismos a los apóstatas notorios o los notoriamente adscritos a sectas heréticas o cismáticas, a la masonería u otras sectas condenadas; los excomulgados o entredichos tras la correspondiente sentencia condenatoria, los suicidas, los muertos en duelo o como consecuencia del mismo, los que pidieron ser incinerados y otros «pecadores públicos» y manifiestos.
Pero no será hasta septiembre de 1908 cuando el párroco, vistos los antecedentes religiosos del fallecido Juan Ruiz Ruiz, se niegue a darle sepultura eclesiástica, lo que —«hallándolo ajustado a las disposiciones sinodales diocesanas y demás ordenamientos canónico-civiles»— es ratificado por el obispo de Plasencia dos días más tarde.

## sigloXX

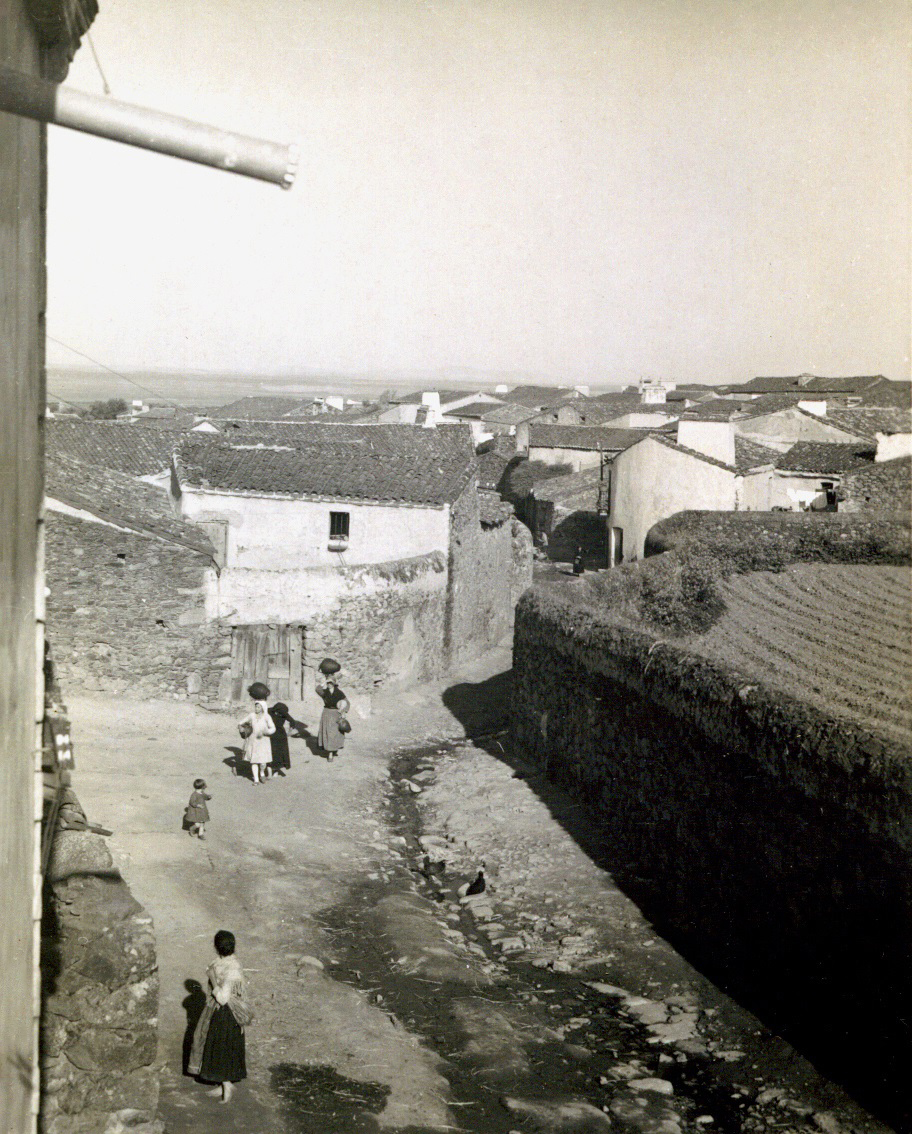
Vista parcial de Ibahernando desde la iglesia evangélica (fotografía de 1932).

Ya en sus dos primeras décadas, van a producirse sobre todo cinco hechos que serán profusamente difundidos por la prensa regional y nacional del momento: el accidentado debate entre el secretario del obispo y el pastor a mediados de febrero de 1909, el controvertido cierre de la escuela evangélica viveña en febrero de 1910, la inesperada muerte mientras realizaba una visita pastoral al pueblo del obispo de Plasencia Francisco Jarrín y Moro la noche del 3 de noviembre de 1912, la conversión al catolicismo del otrora primer pastor de la comunidad protestante local, Cándido Rodríguez Gil, en noviembre de 1924; y la inauguración por el deán de Toledo José Polo Benito de las nuevas escuelas municipales en febrero de 1926.
De abril de 1931 a julio de 1936, y más concretamente durante el denominado Bienio Negro, se viven en Ibahernando toda una larga serie de conflictos político-sociales, teñidos en muchas ocasiones de especial encono, cabiendo reseñar entre otros las sonadas fiestas de la República del 13 al 14 de abril de 1932, la fundación a finales de 1933 de la sede local de la emergente Falange Española (FE), el intento de asesinato en octubre de 1934 del destacado propietario agrícola local Juan José Martínez García, los continuos cierres de la Casa del Pueblo (actual Hogar de Jubilados Eladio Viñuela), huelgas, ocupaciones de fincas…, o la fulminante destitución el 21 de julio de 1936 del entonces alcalde Agustín Rosas García.
Hasta ese momento, se habían sucedido al frente de la Corporación municipal republicana Francisco Fernández Fuentes, Vicente Fernández Montero, Joaquín Martínez Felipe (en dos ocasiones), Francisco Serda García, Antonio Cabrera Suero (en dos ocasiones), Luis Alonso Peña y Luis Cercas Fernández. Desde entonces hasta 1952, lo harán Francisco Cercas Fernández —presidente de una primera Comisión Gestora—, Juan Domingo Gómez Bulnes, José Antonio Martínez García, Luis Alonso Peña, Antonio Mena Martínez, Higinio Martínez García, Andrés Cercas Ruiz y Luis Cercas Fernández.

El presidente de la Asociación de Propietarios de Trujillo nos envía el siguiente telefonema:

«La situación en Trujillo ha empeorado en estos últimos tiempos, alentada por la impunidad con que se cometen los mayores excesos. Un centenar de yunteros del pueblo de Ibahernando invadieron la dehesa de Arrocampo. Estos mismos yunteros asaltaron también la dehesa Encina Hermosa y expulsaron a los dependientes del propietario que estaban labrando».

«Continúan los atentados contra la propiedad rústica». ABC (Madrid) (9287): 34. 16 de febrero de 1933.

Fueron asesinados en estos años Juan Vicente Alonso Peña (Miajadas. 1936), Alfonso Anes Cortés (Finca la Pizarra. 1936), Ana Blázquez Salcedo (Finca la Pizarra. 1936), Juan Ignacio Cruz Bravo (1936), Sara García García (Finca la Pizarra. 1936), Francisco Ruiz Anes (Finca la Pizarra. 1936), Alfonso Salor Cruz (Miajadas. 1936), Antonio y Francisco Serda García (Quintos de San Pedro. 1939) y Diego Zambrano Martín (1936).
En la Relación de personas fallecidas en la ciudad de Cáceres a causa de la represión franquista de diciembre de 2011, aparecen los viveños Higinio Agudo Villar (1940), Pedro Anes Cortés (1940) y Leocadio Cabrera Salor (Prisión provincial. 1941).
Opta por exiliarse a México José Cabrera Bravo.
En años posteriores, serán sometidos a diversos expedientes de responsabilidades políticas Matías Domínguez Miguel (1940), Aquilino Martínez Aguado, Pedro Rodríguez Cortés (1959), Juan José Serda García (1958), así como los maestros nacionales Julián Fernández Muñoz y Eusebia Montero Ramos (1936-1942).

### De la «Semana Trágica» al 2000
Durante la llamada «Semana Trágica» de finales de junio de 1952, fueron destituidos de una tacada el párroco (Amador Caro Cancho
fue suplantado por Florián Rodríguez Pizarro), el alcalde (Luis Cercas Fernández por Juan Domingo Gómez Bulnes), el comandante de puesto de la Guardia Civil y el pastor protestante de Ibahernando (Carlos Liñán Andueza por Emilio de la Vega Rodríguez).

Juan de Miguel Martínez. El pueblo de los protestantes. 2010. Págs. 76 y 81-82.

Ese mismo año, la Dirección General de Archivos y Bibliotecas inaugura, entre otras, las de Ibahernando y Alcuéscar, en la provincia de Cáceres; y Fuente del Maestre y Zalamea de la Serena, en Badajoz.
El renovado Ayuntamiento de mediados de los 50, a instancias de la Ley de Colonización y Distribución de la Propiedad de las Zonas Regables de abril de 1949, promueve la expropiación de los Quintos de San Pedro, emblemática finca del duque de Peñaranda, que será parcelada y entregada, junto con otras tierras de menor extensión, a obreros y jornaleros carentes de recursos.
En marzo de 1961, el obispo de Plasencia aprueba los estatutos de la Hermandad Parroquial de Nuestra Señora de la Jara. Todos sus ingresos (excepto los específicamente recibidos para el culto a la Virgen) se destinarán «a obras benéficas, arreglo de la iglesia parroquial y otros fines religiosos, formativos y sociales».
Termina la centuria con 727 habitantes de derecho, lo que representa el 0,18% del total provincial y un 76,87% menos que en 1950.
Pero quizá «el único motivo por el que muchos extremeños hayan oído hablar de Ibahernando» sea la constitución en abril de 1908 de una de las primeras misiones de la Iglesia evangélica española de la comunidad, abierta al culto hasta finales de los 60 y por la que será popularmente conocido como «el Pueblo de los Protestantes».